# シュテファン・ルハ
シュテファン・ルハ（ルーマニア語: Ștefan Ruha, ハンガリー語: Ruha István, 1931年8月17日 - 2004年9月28日）は、ルーマニア出身のヴァイオリン奏者。

## 経歴
カレイの生まれ。幼少時よりヴァイオリンをはじめ、クルジュ音楽院でフェレンツ・バローグに師事。1949年にクルジュのロマーニャ歌劇場の団員となり、1957年にその劇場の第一ヴァイオリン奏者となった。その翌年にはコンサートマスターに昇格している。このコンサートマスター職に就いた年にチャイコフスキー国際コンクールに出場し、ヴァイオリン部門で第3位入賞を果たしている。また同じ年にブカレストのジョルジュ・エネスク国際コンクールのヴァイオリン部門で優勝を果たし、1959年にはロン＝ティボー国際コンクールのヴァイオリン部門第2位を獲得した。
1963年から亡くなる前年まで母校で後進の指導に当たり、1964年には自分で弦楽四重奏団を結成している。
1984年にはルーマニア政府より芸術功労賞、1968年には文化勲章、2001年には優秀芸術家の称号をもらっている。
クルジュにて死去。